# Moulin seigneurial de Tonnancour
Pour les articles homonymes, voir Tonnancour.
Le moulin seigneurial de Tonnancour, ou moulin seigneurial de Pointe-du-Lac, comprend un moulin à farine datant de l'époque seigneuriale et une scierie construite au milieu du XXe siècle. Il est l'un des derniers moulins à eau toujours en existence au Canada.  Il est situé dans le secteur de Pointe-du-Lac à Trois-Rivières.

## Exposition
L'exposition « Maître meunier » dévoile le quotidien des meuniers d'antan et les secrets de la fabrication de la farine. L'exposition « Farine de bois » explore, quant à elle, la scierie adjacente et permet de goûter à la réalité des travailleurs du bois d'autrefois. Il est possible de profiter du site extérieur pour faire une promenade, pour découvrir la richesse et la beauté de la nature qui entoure le moulin.

## Identification
- Nom du bâtiment : Moulin seigneurial de Pointe-du-Lac (ou de Tonnancour)
- Adresse civique : 11930, rue Notre-Dame Ouest
- Municipalité : Trois-Rivières
- Propriétaire : Corporation du Moulin seigneurial de Pointe-du-Lac

## Construction
- Date de construction : entre 1765 et 1784
- Nom du constructeur :
- Nom du propriétaire initial : Louis-Joseph Godefroy de Tonnancour (1712-1784), seigneur

## Chronologie
- Évolution du bâtiment :
  - 1721 : Construction du premier moulin à farine.
  - 1751 : Un capitaine naviguant le fleuve inscrit dans ses notes qu'il y a à proximité du moulin, une scierie en amont sur la rivière St-Charles.
  - 1765-1784 : Le premier moulin est démoli et un nouveau (l'actuel) est construit.
  - 1930 : Le moulin cesse la production commerciale pour ne desservir que la communauté des Frères de l'Instruction chrétienne.
  - 1949 : Construction de la scierie adjacente.
  - 1963 : Le moulin cesse ses activités de meunerie.

- Propriétaires :

## Architecture
- Le logis du meunier est construit et séparé du reste du moulin par un mur de briques en 1876.
- Une scierie est adossée perpendiculairement à l'édifice en 1949.

## Protection patrimoniale
- Classé monument historique en 1975 par le ministère des Affaires culturelles du Québec[1].
- Le moulin fait partie du site historique du Moulin-seigneurial-de-Tonnancour, classé en 1991[2].

## Mise en valeur
- Constat de mise en valeur : Ouvert au public, expositions permanentes et temporaires, animation. Projet de remettre les mécanismes en opération.
- Site d'origine : Oui
- Constat sommaire d'intégrité :
  - Le moulin à farine possède quelques-uns de ses mécanismes en place (turbine, rouet et lanterne, moulange et bluteau), mais ils ne sont pas fonctionnels. La scierie, qui est adossée au moulin à farine, elle, est fonctionnelle; elle fonctionne à l'aide de la turbine qui est présente dans le moulin à farine adjacent et possède tous ses mécanismes encore fonctionnels.
- Responsable : Corporation du Moulin seigneurial de la Pointe-du-Lac inc., fondée en 1973 pour la mise en valeur du moulin.

## Annexes

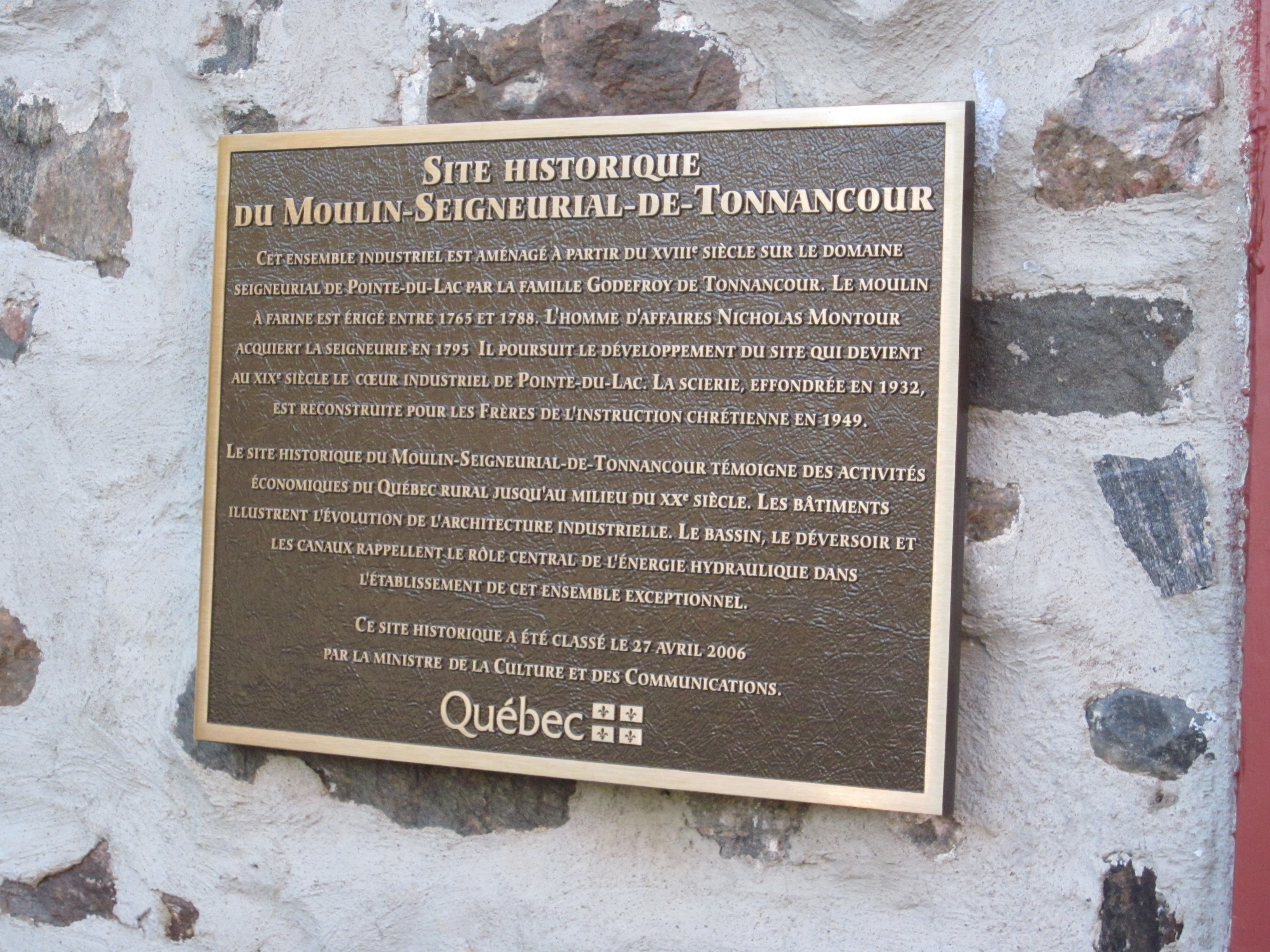
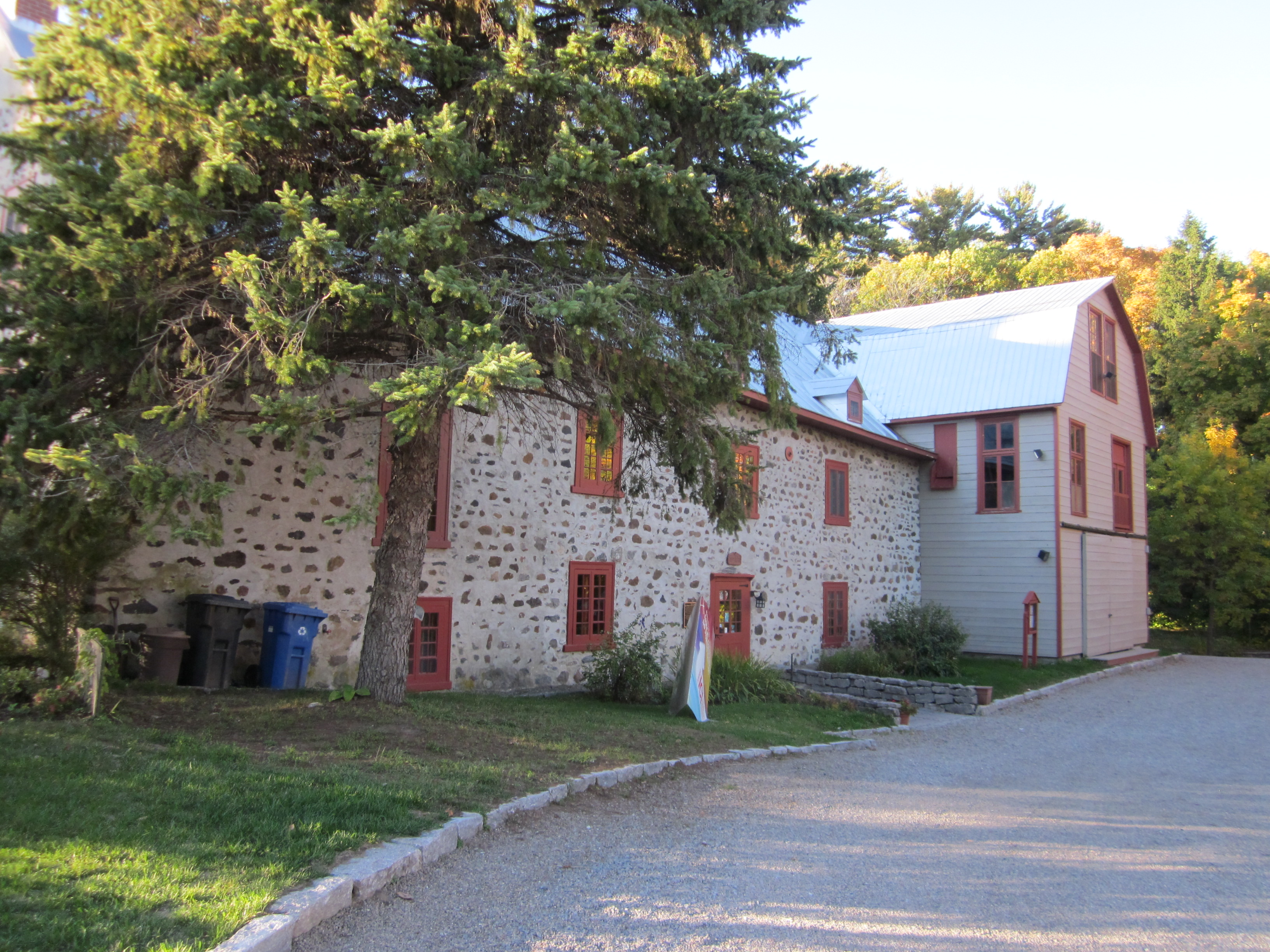
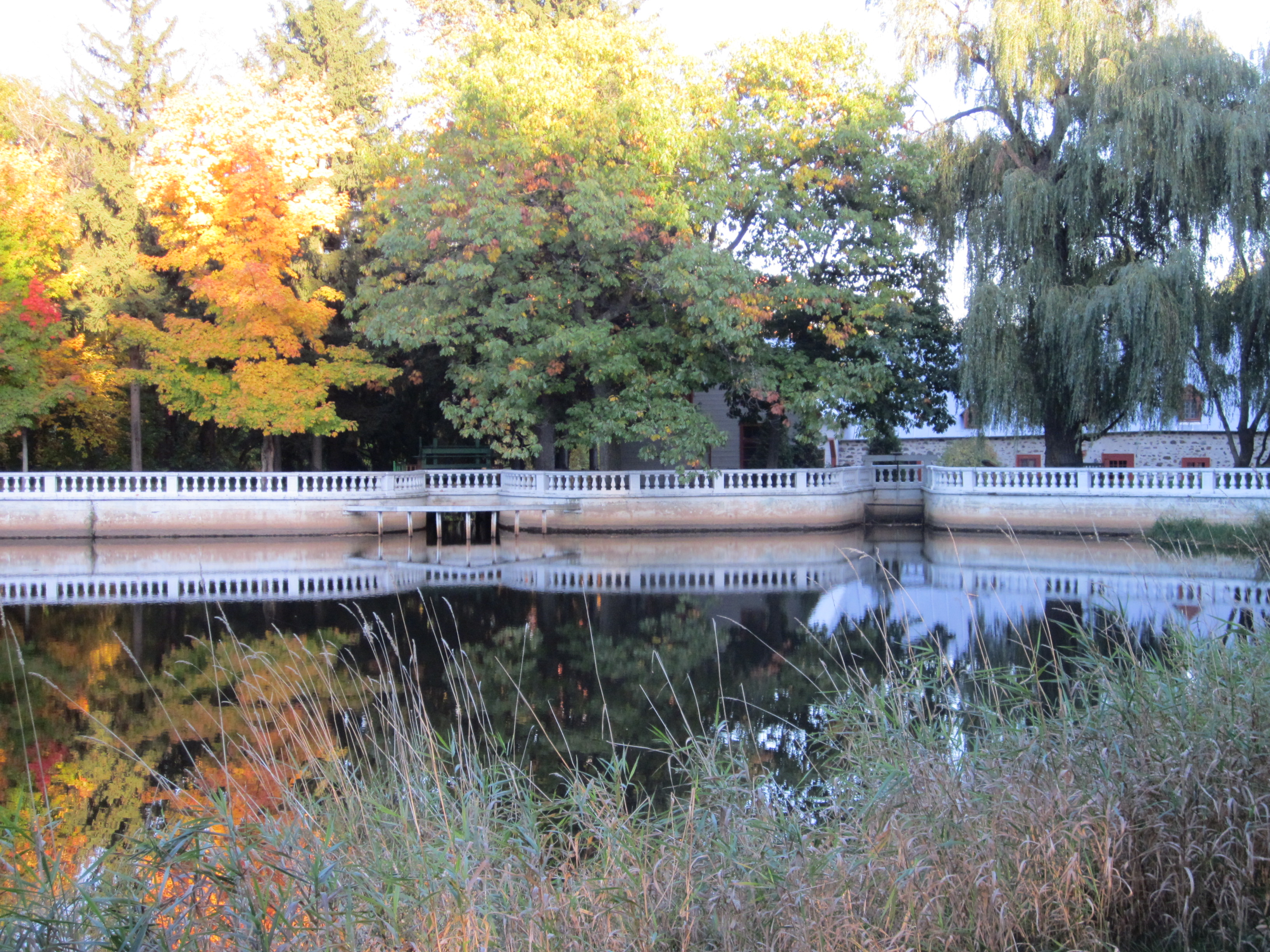
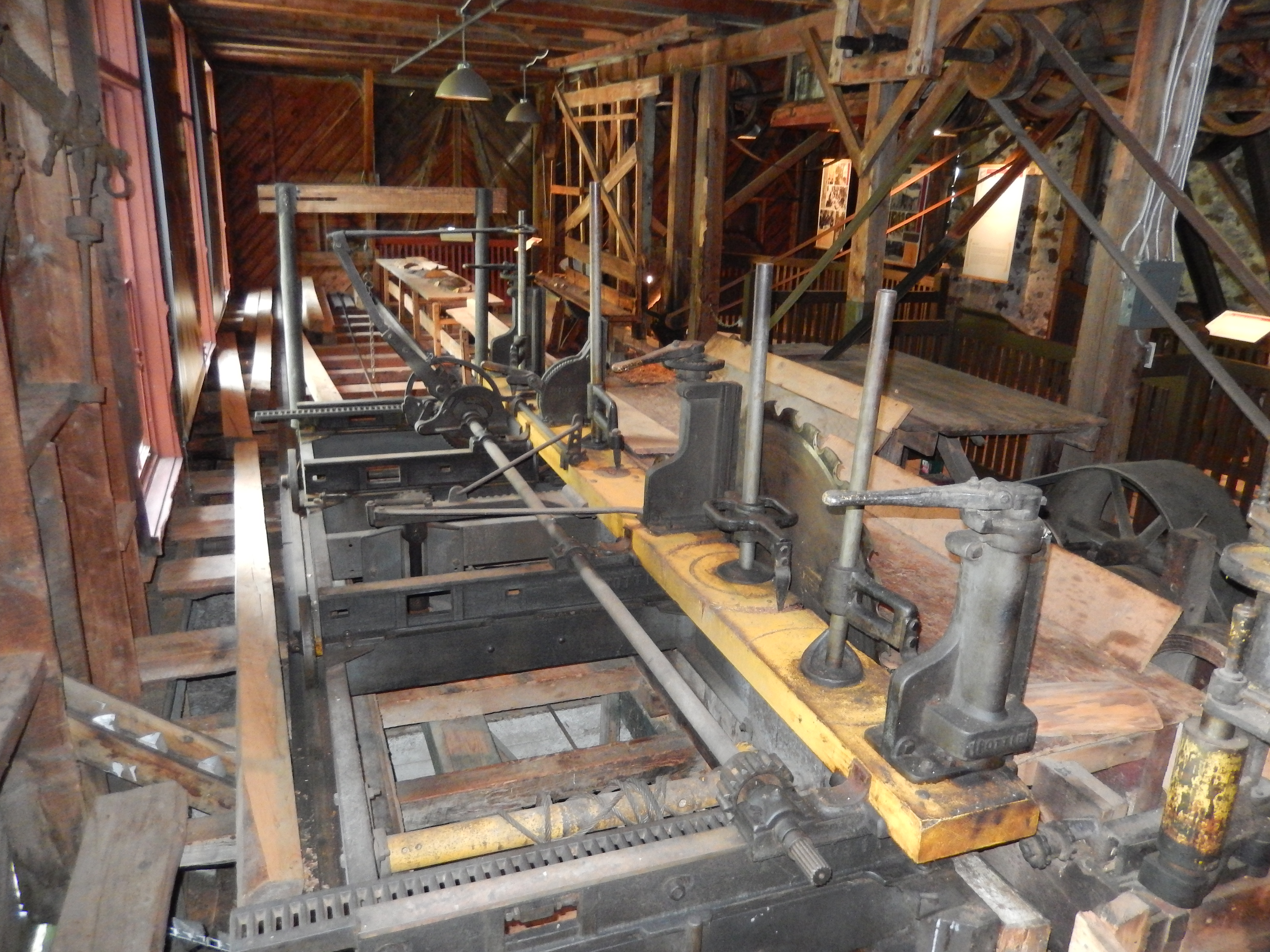
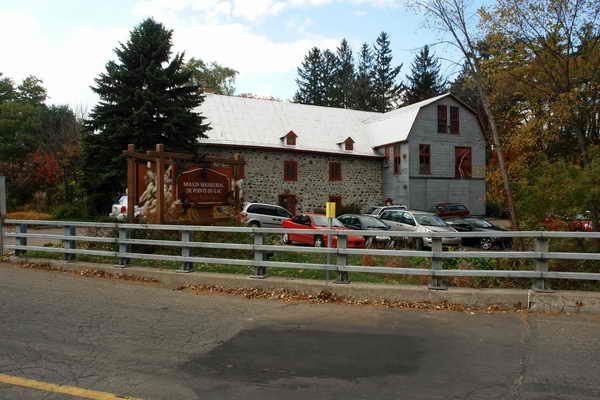